# Jean-Pierre Betton
Pour les articles homonymes, voir Betton (homonymie).
Jean-Pierre Betton est un footballeur français né le 5 mars 1946 à Alès dans le département du Gard et mort le 18 octobre 2022 à Moussac.

## Biographie
Il évolue comme défenseur central au Nîmes Olympique.
En 1976, il relève comme ses anciens partenaires nîmois, Louis Landi et Henri Augé, le challenge de Louis Nicollin de faire remonter Montpellier en seconde division. L'objectif est atteint en 1977-1978.
En deux saisons, il dispute 33 matchs sous les couleurs de Montpellier PSC.
Une blessure à la jambe l'oblige à mettre un terme à sa carrière au milieu de sa seconde saison au club. Il part ensuite entraîner le Club de Vauvert .
Il meurt le 18 octobre 2022 à Moussac, à l'âge de 76 ans.

## Palmarès
- International junior[4]
- Vice-champion de France en 1972 avec le Nîmes Olympique
- Vainqueur de la Coupe des Alpes en 1972 avec le Nîmes Olympique